# H.325
H.325 jest kolejnym protokołem multimediów znormalizowanym przez ITU-T. Podczas gdy H.323 i SIP są sklasyfikowane jako "inteligentne punkty końcowe" H.325 jest przewidziany do działania zarówno jako inteligentny protokół punktu końcowego, jak i protokół kontroli urządzenia

## Główne cechy
Zawsze, gdy nowa cecha jest dodana, punkt końcowy musi zostać uaktualniony. Kiedy nie jest to głównym zadaniem dla indywidualnego telefonu, perspektywy uaktualniania dziesiątek tysięcy lub milionów punktów końcowych jest bardzo drogim zadaniem. Wprowadzając kilka innych punktów końcowych nieznacznie się różniących, prowadzimy do zagadnień współpracy, które koniecznie wymagają obszernego testowania.
Nie ma prostej drogi by kontrolować lub inaczej - manipulować usługami dostępnymi dla użytkownika, ponieważ te usługi są wprowadzone całkowicie w urządzeniu użytkownika. Rozważając, że sprawne koszty związane z dodawaniem usługi przez ulepszenie oprogramowania układowego na szerokim numerze i różnorodności punktów końcowych, pojęcie "szybkiego tworzenia usługi" zareklamowanego jako zaleta VoIP systemy mogą być finansowo nieopłacalne. Jedyna alternatywa miałaby zażądać od użytkowników kupienia nowego urządzenia co kilka lat.
H.325 celuje do oddzielnej logiki kontroli. Dzięki temu pozwala to punktowi końcowemu, zająć się wszystkimi czynnościami transmisyjnymi więc tak jak w H.323 mamy niezależnego agenta kierowania. Kiedy usługa będzie odwołana, będzie skontrolowana od wewnątrz siecią, pozwalając punktowi końcowemu, by nie musiał zostać powiadomiony czy usługa jest lub w jaki sposób pracuje. Nowa logika usługi może zostać wprowadzona i jest rozmieszczona w sieci nie wymagając poprawienia punktu końcowego.
H.325 również korzysta z bardzo potężnych, jeszcze elastyczniejszych mechanizmów negocjacji zdolności pochodzących częściowo od H.323.
Wykorzystywany jest w nowych systemach audio-wideo, pozwalając na to by kodeki audio i wideo mogły zostać pobrane i zutylizowane na żądanie.
W minionej dekadzie kiedy H.323 został wprowadzony, zostało dokładnie określone co tak naprawdę potrafi, a czego nie. H.325 ma na celu poprawić pomyłki, dostarczyć protokół, który jest mniej złożony i bardziej przydatny przemysłowi, ma być bardziej elastyczny pod względem dodawania i zmieniania usług i wyjść naprzeciw oczekiwaniom dostawców usług.